# Centris vardyorum
Centris vardyorum är en biart som beskrevs av Roig-alsina 2000. Centris vardyorum ingår i släktet Centris och familjen långtungebin. Inga underarter finns listade.